# A Year Without Rain (pesem)
»A Year Without Rain« je pesem ameriške glasbene skupine Selena Gomez & the Scene. Napisala sta jo Toby Gad in Lindy Robbins, ki sta kasneje pesem tudi producirala. Pesem je izšla 7. septembra kot drugi in zadnji singl drugega istoimenskega albuma glasbene skupine. Posneli so tudi špansko različico pesmi, naslovljeno »Un Año Sin Lluvia«. Selena Gomez je album poimenovala po pesmi zato, ker naj bi bila glasbena podlaga za vse ostale. Glasbeno je pesem dance-pop balada s techno ritmom in vplivom disco glasbe. V besedilu protagnistka dan brez njene ljubezni primerja z letom brez dežja.
Glasbeni kritiki so pesmi dodelili v glavnem pozitivne ocene, ki so jo pohvalili zaradi kombinacije dance zvrsti in značilnosti balad ter zaradi zrelosti vokala glavne pevke. Pesem »A Year Without Rain« je postala tretji singl glasbene skupine, ki je zasedla eno izmed prvih štiridesetih mest na ameriški in kanadski glasbeni lestvici. Zasedla je tudi nekaj nižjih mest na lestvicah v Evropi. Videospot, ki ga je režiral Chris Dooley, so posneli v Lucerne Valleyju, Kalifornija. Prikazuje Seleno Gomez med vožnjo po puščavi, obkroženo s fotografijami nje in njene simpatije, ob koncu videospota pa naleti na nevihto. Glasbena skupina je s pesmijo mnogokrat nastopila v živo, med drugim tudi v oddajah Good Morning America in The Ellen DeGeneres Show ter na 37. podelitvi nagrad People's Choice Awards. Pesmi je spletna stran About.com dodelila devetintrideseto mesto na seznamu »100 najboljših pop pesmi leta 2010«.

## Ozadje in sestava
Avgusta 2010 so na internetu izdali demo posnetek pesmi, ki ga je zapela Selin Alexa. Becky Bain iz revije Idolator je pesem označila za »zrelo dance pesem« in dejala, da »ne bi bilo nič narobe, če bi bila vključena v album Sophie Ellis-Bextor.« V intervjuju z MTV News je Selena Gomez dejala, da je singl »A Year Without Rain« prva pesem z albuma, ki jo je posnela. Razložila je tudi, zakaj je album poimenovala po tej pesmi: »Mislim, da ima pesem velik pomen, hkrati pa sem si želela ustvariti tudi nekaj, na čemer bi gradila vse ostale pesmi.« Španska različica pesmi, naslovljena »Un Año Sin Ver Lluvia«, je 26. oktobra 2010 izšla preko iTunesa.
Pesem »A Year Without Rain« je pop balada, ki sta jo napisala in producirala Lindy Robbins in Toby Gad, ki traja tri minute in štiriinpetdeset sekund. Pesem je kombinacija dance-pop in electropop zvrsti s techno ritmom in vplivom disco glasbe. Napisana je v D-duru, temu pa sledi procesija akordov C–Gm–Dm–F. Vokali Selene Gomez se raztezajo od F3 do E5. Besedilo pesmi govori o simpatiji protagonistke. Megan Vick iz revije Billboard je besedilo pesmi opisala kot »nežno.«

## Sprejem

### Sprejem kritikov
Čeprav je pesem označil za enega izmed bolj »zamišljenih trenutkov« na sicer »živahnem« albumu, je Bill Lamb s spletne strani About.com v svoji oceni pesmi napisal, da je pesem »A Year Without Rain« »čudovita dance balada«. Bill Lamb je napisal tudi, da je »Selena Gomez očitno pričela odraščati kot ustvarjalka.« Tim Sendra iz revije Allmusic je napisal, da pesem izstopa od ostalih pesmi z albuma, saj si jo je »lahko zapomniti« in je »dobro zapeta.« Megan Vick iz revije Billboard je napisala, da kljub temu, da Selena Gomez nima tako močnega vokala kot Demi Lovato, »njen glas zelo vpliva na visoke tone v refrenu.« Megan Vick je dejala tudi, da se pesem »od ostalih Disneyjevih produktov razlikuje zaradi očarljivosti, ki je ima Selena Gomez več kot druge pop zvezdnice.« Allison Stewart iz revije The Washington Post je pesmi predvsem zaradi besedila dodelila negativno oceno, saj naj bi »na nek način nakazovalo na najstniško so-odvisnost ... ki bi morala že izginiti.« Napisala je tudi, da je pesem pokazala »ustvarjalno zrelost« Selene Gomez, Bill Lamb iz revije About.com pa ji je dodelil devetintrideseto mesto na seznamu »100 najboljših pop pesmi leta 2010«.

### Dosežki na lestvicah
Pesem »A Year Without Rain« je debitirala na štirinajstem mestu glasbene lestvice Billboard Hot Digital Songs, kmalu zatem pa še na petintridesetem mestu lestvice Billboard Hot 100 ter tako postala tretji singl glasbene skupine, ki se je uvrstil med prvih štirideset pesmi na tej lestvici. Na lestvici je ostala štiri tedne. 1. januarja 2011 je debitirala tudi na šestintridesetem mestu lestvice Billboard Hot Dance Club Play. Večji uspeh je požela v Kanadi, kjer je na državni glasbeni lestvici zasedla trideseto mesto. Pesem se je uvrstila tudi na mnoge evropske lestvice, med drugim je zasedla oseminsedemdeseto mesto na britanski, šestinpetdeseto mesto na nemški in enainštirideseto mesto na slovaški glasbeni lestvici. Na belgijski lestvici se je uvrstil na tretje mesto.

## Videospot
Videospot, ki ga je režiral Chris Dooley, so posneli v Lucerne Valleyju, Kalifornija. Premierno se je predvajal 3. septembra 2011. Prične se z glasbeno skupino, ki se v odprtem pelje čez zapuščeno puščavo. Selena Gomez si ogleduje fotografijo, ki jo kasneje odpihne veter. Ob refrenu glasbena skupina izgine in ostane samo Selena Gomez, ki stopi iz avtomobila in prične peti. V nadaljevanju videospota se pokaže več fotografij njenega fanta, ki padejo z neba. Med petjem refrena Selena Gomez opazi svojo simpatijo (Brant Daugherty) v daljavi. Pričneta hoditi drug proti drugemu in na koncu se srečata.
Bill Lamb s spletne strani About.com je videospot pohvalil zaradi »puščavskega ozadja, ki se ujema s pesmijo«. Nadine Cheung iz revije AOL JSYK je napisala: »Poje: 'Tako zelo te pogrešam / Ne morem si pomagati, zaljubljena sem / Dan brez tebe je kot leto brez dežja' ['I'm missing you so much / Can't help it, I'm in love / A day without you is like a year without rain'] in to so pravzaprav čustva, opisana na kratek in sladek način.« Becky Bain iz revije Idolator je napisala: »To je čudovit videospot, ki se lepo ujema s preprosto pesmijo, da ne omenjamo kako čudovita je s svojim vodnim stilom.«

## Nastopi v živo
Glasbena skupina Selena Gomez & the Scene je 22. septembra 2010 s pesmijo »A Year Without Rain« nastopila v oddaji The Ellen DeGeneres Show, 23. septembra tistega leta pa še v oddaji Good Morning America. 16. novembra 2010 je glasbena skupina pesem izvedla v oddaji Lopez Tonight, 1. decembra pa še v oddaji Live with Regis and Kelly. 5. januarja 2011 so s pesmijo nastopili na podelitvi nagrad People's Choice Awards, kjer so prejeli nagrado v kategoriji za »najljubšega prebojnega ustvarjalca«. Selena Gomez se je na odru pojavila po veliko svetlobnih učinkih in v megli. Kara Warner iz MTV News je komentirala: »Čeprav nastop ni bil tako zanimiv kot nastopi à la Lady Gaga ali Katy Perry, je Selena Gomez preko svoje pop pesmi pokazala veliko moči v kombinaciji z občutkom predanosti in resnosti. S svojim posluhom še ritma ni zgrešila, kar je še eden izmed razlogov za uspeh pesmi.«

## Dosežki
| Lestvica (2010-11)                                      | Dosežek |
| ------------------------------------------------------- | ------- |
| Avstralija (ARIA Charts)                                | 78      |
| Belgija (Flandrija; Ultratop 50)                        | 3       |
| Kanada (Canadian Hot 100)                               | 30      |
| Nemčija (Media Control Charts)                          | 56      |
| Slovaška (IFPI - Slovaška)                              | 41      |
| Združeno kraljestvo (The Official Charts Company)       | 78      |
| Združene države Amerike (Billboard Hot 100)             | 35      |
| Združene države Amerike (Billboard Hot Dance/Club Play) | 1       |

## Zgodovina izidov
| Regija                  | Datum              | Format    |
| ----------------------- | ------------------ | --------- |
| Kanada                  | 7. september 2010  | Digitalno |
| Združene države Amerike | 7. september 2010  | Digitalno |
| Avstralija              | 17. september 2010 | Digitalno |
| Belgija                 | 17. september 2010 | Digitalno |
| Danska                  | 17. september 2010 | Digitalno |
| Finska                  | 17. september 2010 | Digitalno |
| Francija                | 17. september 2010 | Digitalno |
| Nova Zelandija          | 17. september 2010 | Digitalno |
| Portugalska             | 17. september 2010 | Digitalno |
| Španija                 | 17. september 2010 | Digitalno |
| Švedska                 | 17. september 2010 | Digitalno |
| Švica                   | 17. september 2010 | Digitalno |
| Nemčija                 | 12. november 2010  | CD        |
| Velika Britanija        | 17. november 2010  | CD        |